# Валерик (село)
Валерик (рос. Валерик) — село у Ачхой-Мартановському районі Чечні Російської Федерації.
Населення становить 9483 особи (2019). Входить до складу муніципального утворення Валерикське сільське поселення .

## Географія
Село Валерик розташоване на відстані 12 кілометрів від районного центру Ачхой-Мартанова.

## Історія
Згідно із законом від 14 липня 2008 року органом місцевого самоврядування є Валерикське сільське поселення.

## Населення
| 1979  | 1990  | 2002  | 2010  | 2012  | 2013  | 2014  |
| ----- | ----- | ----- | ----- | ----- | ----- | ----- |
| 5065  | ↗5750 | ↗6012 | ↗8023 | ↗8290 | ↗8519 | ↗8693 |
| 2015  | 2016  | 2017  | 2018  | 2019  |       |       |
| ↗8873 | ↗9062 | ↗9173 | ↗9283 | ↗9483 |       |       |